# Atomosia anacaona
Atomosia anacaona là một loài ruồi trong họ Asilidae. Atomosia anacaona được Scarbrough & Perez-Gelabert miêu tả năm 2006. Loài này phân bố ở vùng Tân nhiệt đới.